# Точка обстрілу
«Точка обстрілу» (англ. Vantage Point) — американський фільм, драма режисера Піта Трейвіса. Зйомки відбувалися у Мексиці, частково — в Іспанії. Прем'єра фільму пройшла 13 лютого 2008 року у м. Саламанка (Іспанія).
Станом на квітень 2008 року у світовому прокаті фільм зібрав 131 млн доларів. Слоган стрічки: «Вісім свідків. Вісім версій. Одна істина».

## Сюжет
Події у фільмі відбуваються у м. Саламанка (Іспанія). Президент США Генрі Ештон бере участь у саміті в м. Саламанка, присвяченому боротьбі зі світовим тероризмом. Під час публічного виступу президента США терористи здійснюють спробу його вбити. Після цього відбувається потужний вибух, і сотні людей гинуть на місці. Особливістю фільму є певна циклічність, причому щоразу події відтворюються з точки зору іншого персонажа й доповнюються новими фактами.

## У ролях
- Денніс Квейд  — Томас Барнс
- Вільям Герт — Президент США Генрі Ештон
- Метью Фокс  — Кент Тейлор
- Форест Вітакер  — Говард Льюїс
- Саїд Тагмауї  — Сем / Суарес
- Сігурні Вівер  — Рекс Брукс
- Едгар Рамірес — Хав'єр
- Брюс Макгілл — Філ Маккалоу
- Зої Салдана — Енджі Джонс
- Голт Маккелені — агент Рон Метьюз
- Аєлет Зурер — Вероніка